# Кулавін Валерій Миколайович
Валерій Миколайович Кула́він (нар. 27 лютого 1948, Бердичів) — український театральний художник; член Спілки художників України з 1989 року.

## Біографія
Народився 27 лютого 1948 року в місті Бердичеві (тепер Житомирська область, Україна). Після здобуття мистецької освіти у 1974 році в Одеському художньому училищі (викладач Леон Альшиць), працював в Горьковському театрі опери та балету імені Олекчандра Пушкіна.
З 1989 року працює головним художником Житомирського українського музично-драматичного театру імені Івана Кочерги. Живе в Житомирі, в будинку на проспекті Миру № 17, квартира 23.

## Творчість
Оформив:
опери
- «Моцарт і Сальєрі» Миколи Римського-Корсакова (1979);
- «Поргі та Бесс» Джорджа Ґершвіна (1983);
- «Тоска» Джакомо Пуччині (1989);
- «Алеко» Сергія Рахманінова (1990);
- «Весілля Фігаро» Вольфганга Амадея Моцарта (2000);

балети
- «Марна пересторога» Петера Гертеля (1988);
- «Віхола» Георгія Свиридова (1988);
- «Кармен-сюїта» Жоржа Бізе — Родіона Щедріна (1990);

вистави
- «Віддавали батька в прийми» Володимира Канівця (1989);
- «Брехня» Володимира Винниченка (1991);
- «Сорочинський ярмарок» за Миколою Гоголем (1992);
- «Ясні зорі» Бориса Грінченка (1992);
- «Сватання на Гончарівці» Григорія Квітки-Основ'яненка (1992);
- «Фараони» Олексія Коломійця (1993);
- «Король Лір» Вільяма Шекспіра (1993);
- «Майська ніч» за Миколою Гоголем (1997);
- «Останній волоцюга» Рафаеле Вівіані (1998);
- «Моя чарівна леді» Фредеріка Лоу (2001);
- «Тінь» Євгена Шварца (2004);
- «Забути Герострата» Григорія Горіна (2004);
- «Вівця з вовчим поглядом (Кішки-мишки)» Олександра Морданя (2009).

З 1973 року брав участь у міських, обласних, всесоюзних мистецьких виставках. Гастролював у Литві, Росії, Білорусі, Польщі.